# 直立山珊瑚
直立山珊瑚（学名：Galeola matsudai），为兰科山珊瑚属下的一个植物种。